# Kaonde (langue)
Pour les articles homonymes, voir Kaonde.
Le chikaonde, kaonde ou encore kaonda, est une langue bantoue parlée en Zambie et en République démocratique du Congo (RDC). En Zambie, elle a un statut officiel de langue régionale. Elle est parlée par près de 200 000 personnes en Zambie, dans la province Nord-Occidentale et la province Centrale, et près de 40 000 personnes en RDC, dans le district de Kolwezi. C’est la langue maternelle des Kaonde.